# Santa Cruz de la Sierra
Santa Cruz de la Sierra („horský svatý kříž“) je největší město Bolívie. Leží v tropické východní části země na řece Piraí. V roce 2016 zde žilo 1 640 615 obyvatel, v metropolitní oblasti pak 1 986 855 obyvatel.

## Historie
V předkolumbovské době zde sídlil indiánský kmen Arawaků. 
Město založil asi 250 km východně odtud španělský voják a zdejší rodák Ñuflo de Chávez (1518-1568) v roce 1561. Ten se v nedaleké vesnici narodil jako syn kolonisty první generace Álvara Rodrígueze de Escobar. V roce 1568 Indiáni kmene Itatinů Cháveze zavraždili. Hlavní podíl na christianizaci místních obyvatel měli jezuité.

## Ekonomika
Město je centrem departementu Santa Cruz a největším hospodářským střediskem země s velkým podílem na HDP. Od poloviny 20. století, kdy byla vybudována silnice z Cochabamby, železnice do Brazílie a rozšířeno letiště El Trompillo, je Santa Cruz jedním z nejrychleji rostoucích jihoamerických měst.

## Památky a turistické cíle
- Katedrála sv. Vavřince (Basílica San Lorenzo); první kostel na tomto místě byl založen ve 2. polovině 16. století, roku 1845 nahrazen nynější novostavbou; trojlodní bazilika s dvojicí věží v průčelí je sídlem arcidiecéze. Roku 1980 ji papež Jan Pavel II. povýšil na basilicu minor.
- Palác městské rady
- Městská tržnice
- Botanická zahrada

## Vzdělání
- Universidad católica Boliviana je jediná bolivijská univezita; byla založena v roce 1966 a má čtyři sídla (kampusy) ve městech La Paz, Cochabamba, Santa Cruz de la Sierra a Tarija. Rektorát sídlí v La Pazu.

## Slavní rodáci
- Germán Busch Becerra (1904-1939) - voják, v letech 1937-1939 bolivijský prezident, pravděpodobně spáchal sebevraždu
- Diego Camacho (* 1983) - bolivijský tenista

## Partnerská města
- Edinburgh, Spojené království
- Campinas, Brazílie
- Curitiba, Brazílie
- Córdoba, Argentina
- Paraná, Argentina
- Rosario, Argentina
- La Plata, Argentina
- Salta, Argentina
- Barcelona, Španělsko
- Miami, Spojené státy americké
- Santa Cruz, Spojené státy americké
- Tchaj-čung, Tchaj-wan
- Tchaj-nan, Tchaj-wan
- Santa Cruz de Tenerife, Španělsko
- Asunción, Paraguay
- Arequipa, Peru
- Arica, Chile

## Galerie

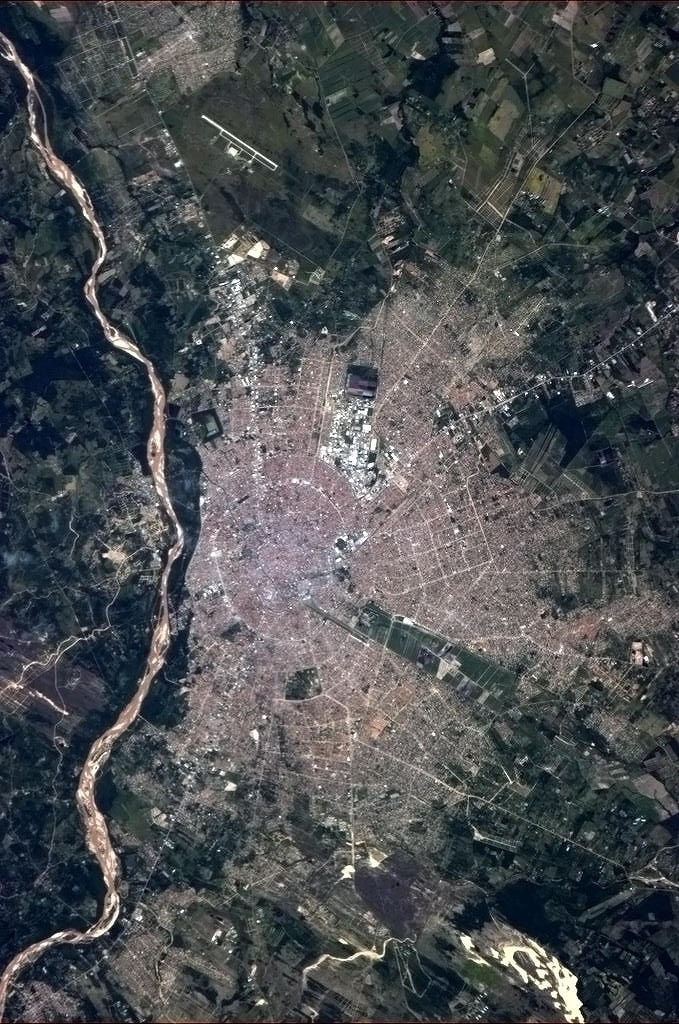
Město z Mezinárodní vesmírné stanice
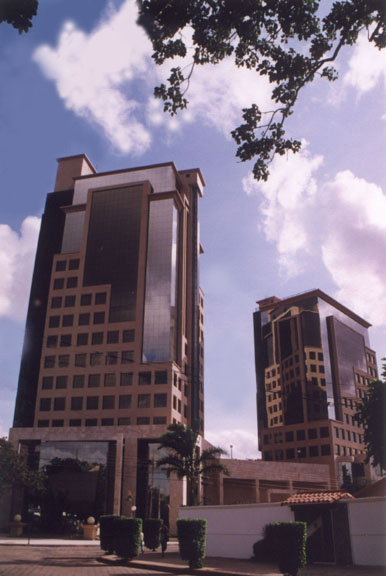
CAINCO Torres
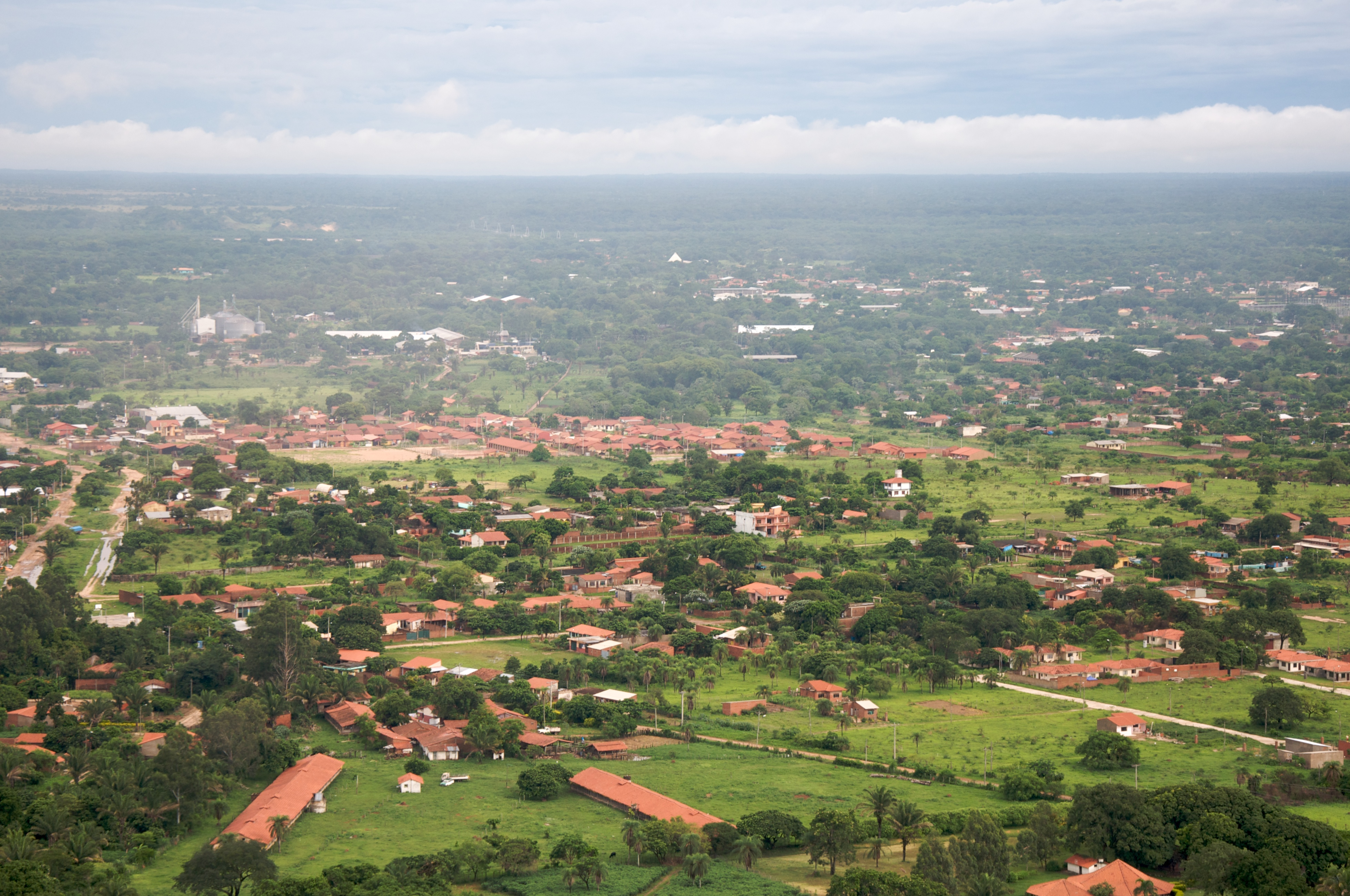
Letecký snímek
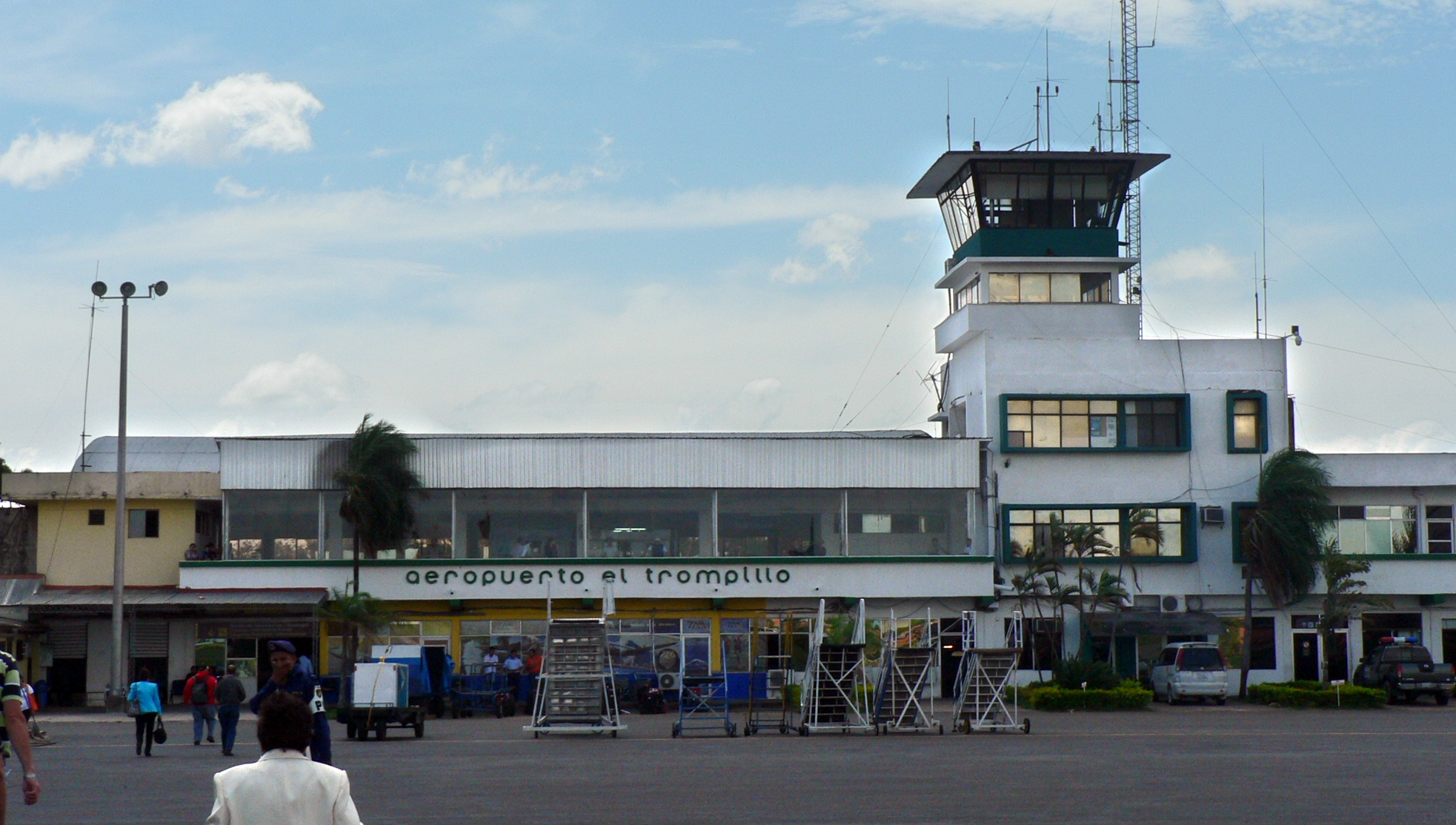
Letiště El Trompillo
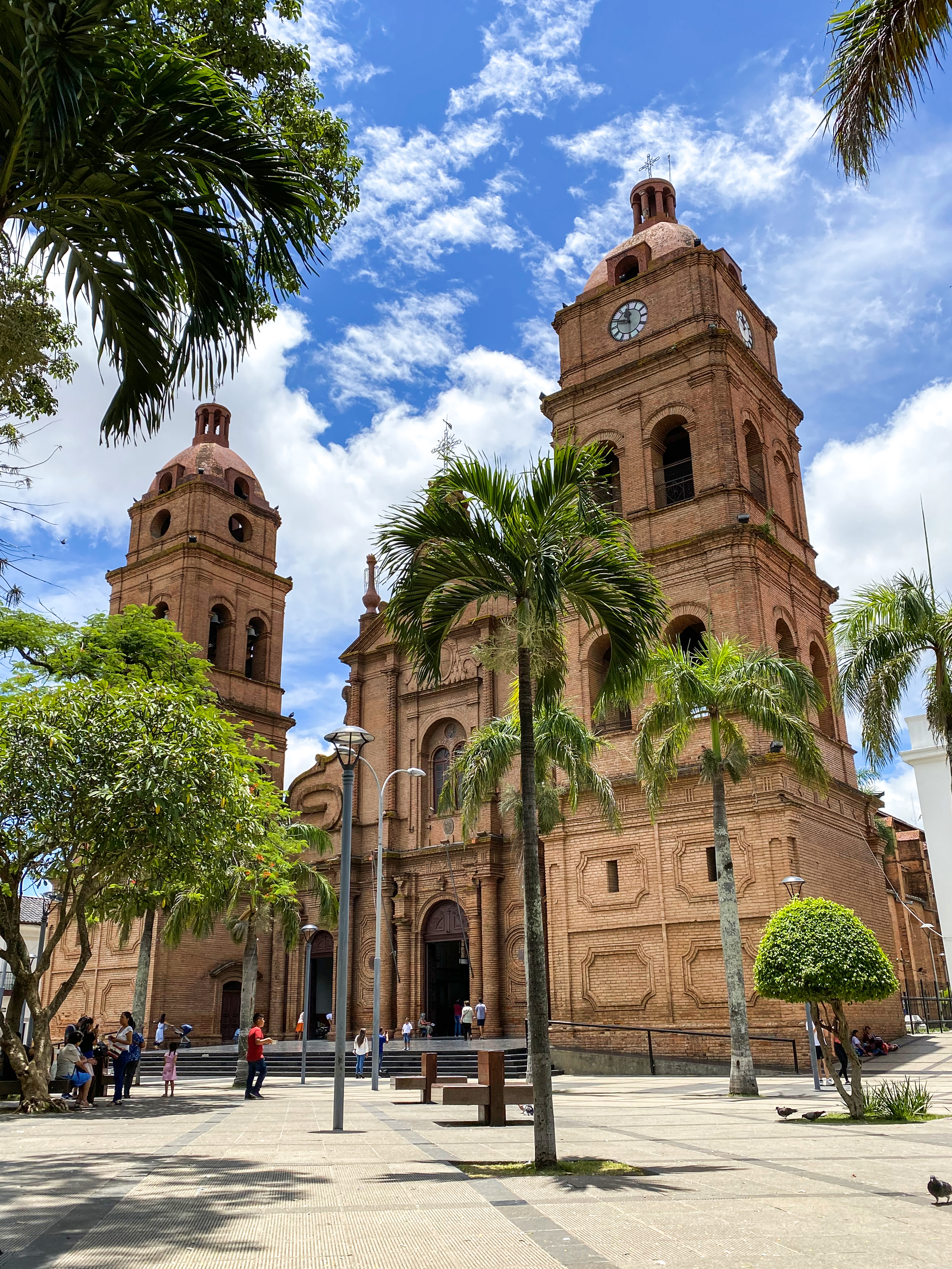
Katedrála San Lorenzo
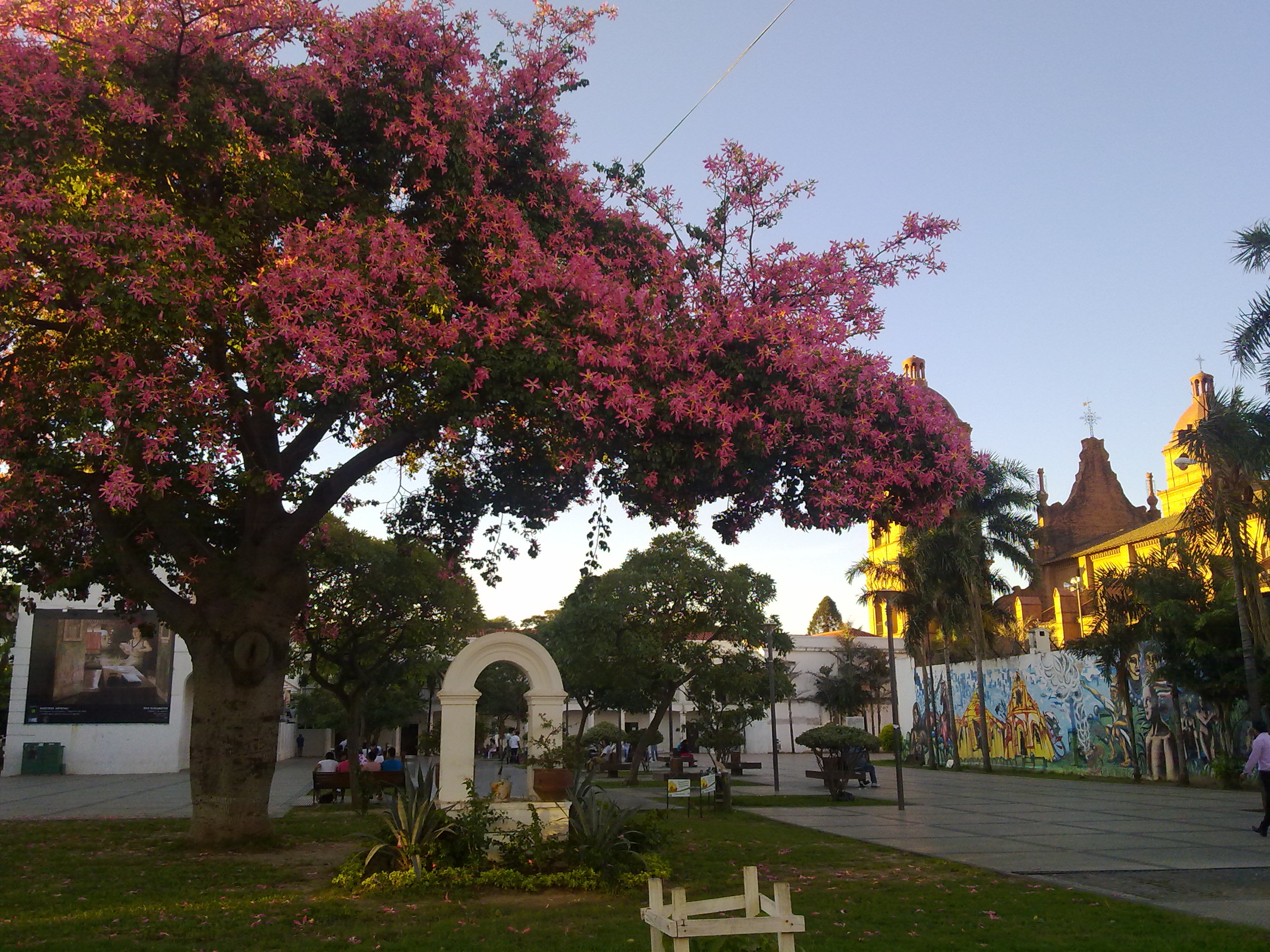
Zahrada před katedrálou
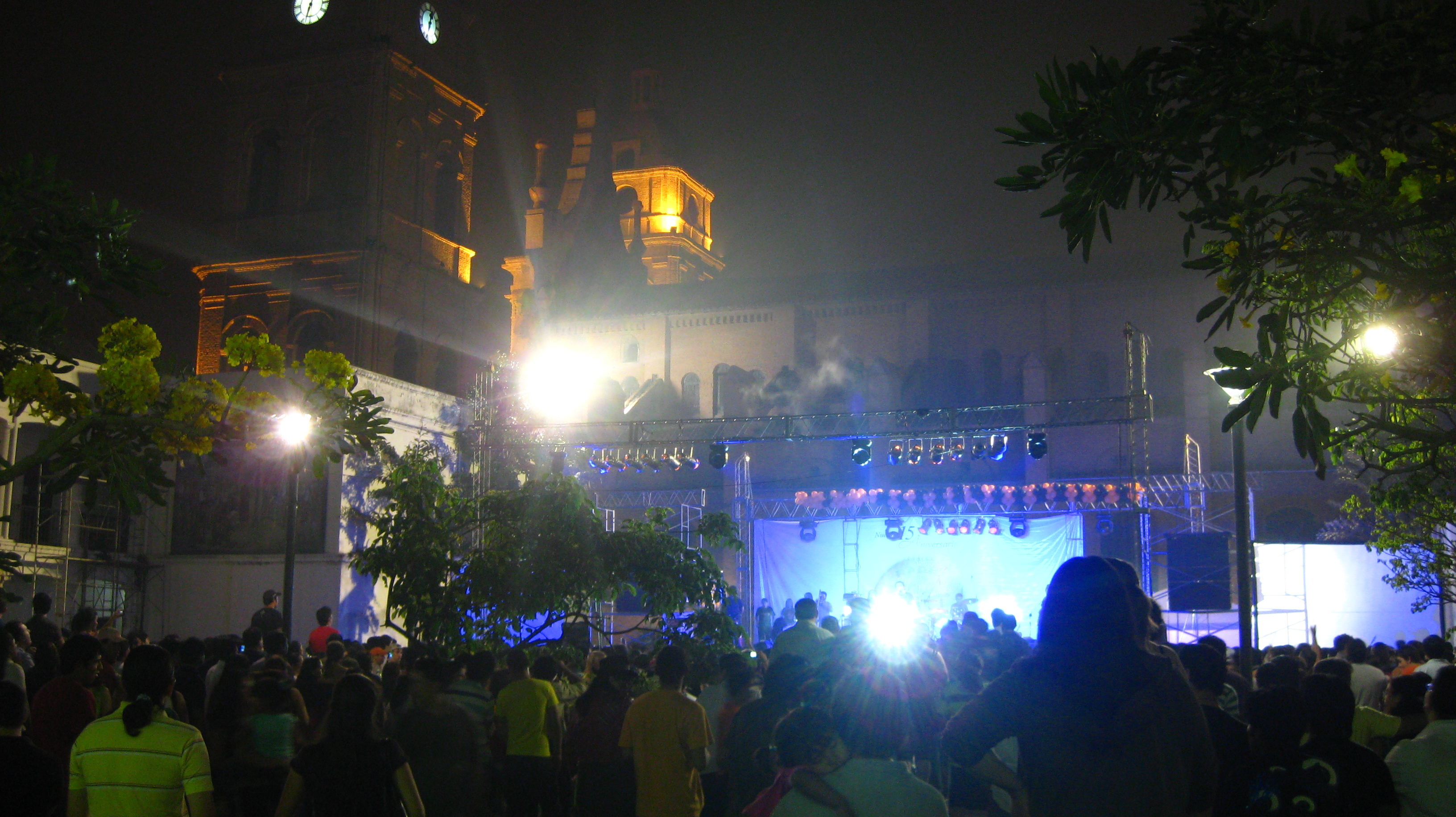
Koncert v Manzana Cero
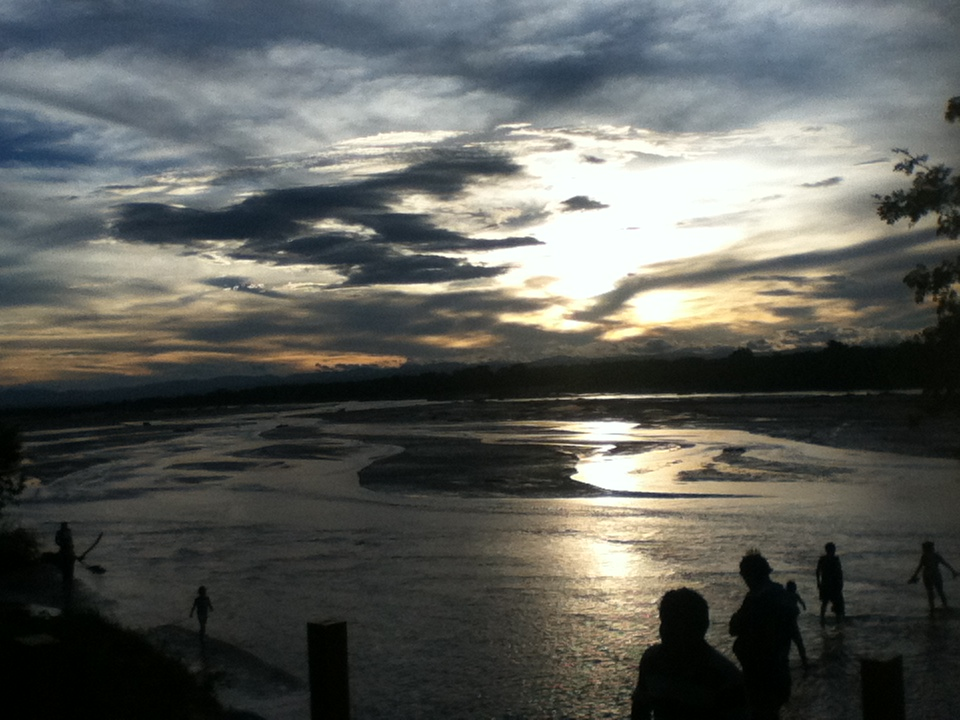
Řeka Piraí